# Nixon Carcelén
Nixon Carcelén (Ibarra, Provincia de Imbabura, Ecuador, 10 de febrero de 1969) es un exfutbolista ecuatoriano que jugaba de mediocampista.

## Trayectoria
Debutó en Deportivo Quito en 1988, se destacó en el medio campo del equipo y eso sirvió para que Barcelona SC se fije en él. En el equipo guayaquileño tuvo pocas oportunidades del jugar y al año siguiente regresó a Deportivo Quito. En 1996 llegó a Liga de Quito, en ese año el equipo tuvo que pelear la permanencia en la serie A, en 1997 fue parte del equipo que inauguró el Estadio Rodrigo Paz Delgado, con LDU consiguió los campeonatos de 1998, 1999 y 2003. En el año 2001 comenzó jugando en la Serie B de Ecuador con LDU, pero terminó el año jugando para Barcelona SC. El 2002 jugó en Deportivo Cuenca y regresó el 2003 a Liga para ser parte del equipo campeón, aunque con poca participación y se retiró el 2004.

## Selección nacional
Siendo hombre de confianza de Dusan Dráskovic fue parte del plantel de la Selección de fútbol de Ecuador en las Copas América 1991, 1993 y 1995, también fue parte del plantel que ganó la Korea Cup en 1995. Jugó 40 partidos por selección y anotó 1 gol.

### Participaciones enCopas América
| Torneo                 | Sede                   | Resultado              | PJ | GA | Asis |
| ---------------------- | ---------------------- | ---------------------- | -- | -- | ---- |
| Copa América 1991      | Chile                  | Fase de grupos         | 4  | 0  | 0    |
| Copa América 1993      | Ecuador                | Cuarto lugar           | 6  | 0  | 1    |
| Copa América 1995      | Uruguay                | Fase de grupos         | 1  | 0  | 0    |
| Total en Copas América | Total en Copas América | Total en Copas América | 11 | 0  | 1    |

### Participaciones enEliminatorias al Mundial
| Eliminatoria                      | Sede del Mundial | Posición             | Resultado | PJ | GA | Asis |
| --------------------------------- | ---------------- | -------------------- | --------- | -- | -- | ---- |
| Eliminatorias Mundial de USA 1994 | Estados Unidos   | 4°lugar 5pts Grupo B | Eliminado | 8  | 0  | 0    |

## Clubes
| Club             | País    | Año         |
| ---------------- | ------- | ----------- |
| Deportivo Quito  | Ecuador | 1988 - 1993 |
| Barcelona SC     | Ecuador | 1994        |
| Deportivo Quito  | Ecuador | 1995        |
| Liga de Quito    | Ecuador | 1996 - 2001 |
| Barcelona SC     | Ecuador | 2001        |
| Deportivo Cuenca | Ecuador | 2002        |
| Liga de Quito    | Ecuador | 2003 - 2004 |

## Palmarés
| Título                 | Club          | País    | Año  |
| ---------------------- | ------------- | ------- | ---- |
| Campeonato Ecuatoriano | Liga de Quito | Ecuador | 1998 |
| Campeonato Ecuatoriano | Liga de Quito | Ecuador | 1999 |
| Serie B de Ecuador     | Liga de Quito | Ecuador | 2001 |
| Campeonato Ecuatoriano | Liga de Quito | Ecuador | 2003 |